# Relazioni bilaterali tra Giordania e Israele
Le relazioni bilaterali tra Giordania e Israele si riferiscono ai rapporti diplomatici, economici e culturali tra i due paesi presi in esame; questi hanno intrapreso in maniera ufficiale reciproche relazioni diplomatiche solamente dopo la firma del trattato di pace israelo-giordano avvenuta nel 1994. A seguire le relazioni sono state sottoposte ancora una volta ad una relativa tensione a causa del conflitto che ha coinvolto la Moschea al-Aqsa nel 2015-16.

## Storia

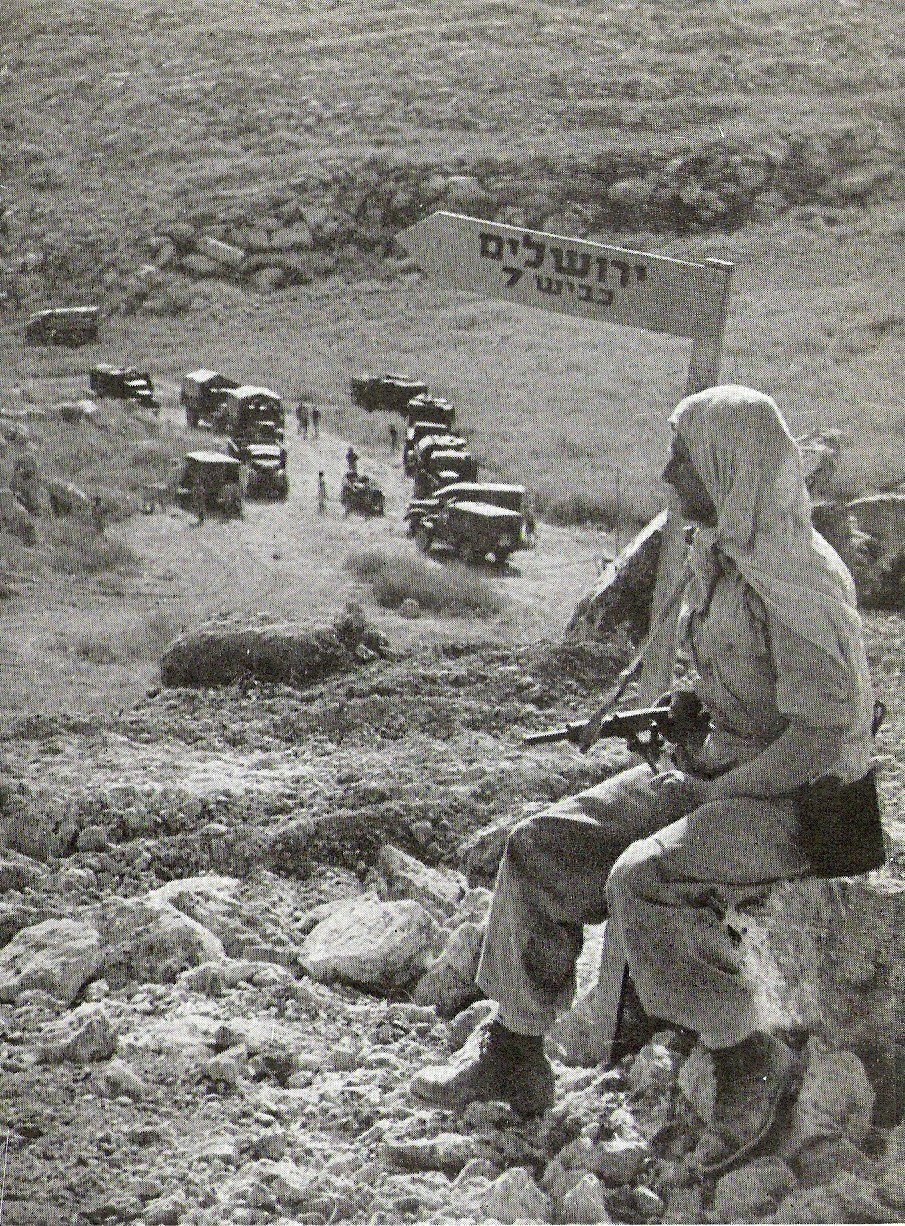
Convogli lungo la strada di Birmania nel 1948.

### Dal 1948 al 1994
La relazione tra l'Agenzia ebraica e la monarchia degli Hashemiti confinante furono per lo più caratterizzate da un alto grado di ambivalenza, in quanto l'importanza geopolitica e strategica di entrambe le parti crebbe parallelamente nell'area. La Giordania aderì fin da subito ad una politica di forte antisionismo, pur assumendo in larga parte delle decisioni improntate al pragmatismo.
Vengono citati diversi fattori per questa scelta di campo; tra questi vi sono l'estrema vicinanza geografica tra le due nazioni, l'orientamento filo-occidentale di Husayn di Giordania ed infine anche a modeste aspirazioni territoriali del paese arabo. Nonostante ciò una situazione di conflitto aperto esistette ininterrottamente a partire dalla dichiarazione d'indipendenza israeliana del 1948 fino al 1994.

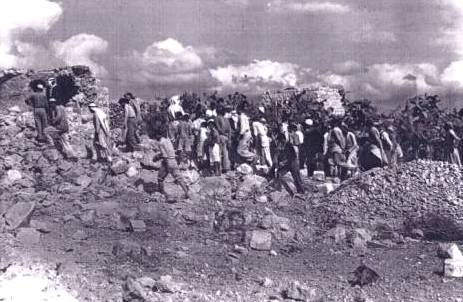
Abitanti di Qibya che rientrano nel loro villaggio dopo l'attacco delle forze israeliane (vedi Strage di Qibya).

Sia i memorialisti che gli analisti politici sono giunti ad identificare un certo numero di "back-channel" e, talvolta, vere e proprie comunicazioni clandestine tra i due paesi, assai spesso con un conseguente accomodamento limitato anche durante gli stessi periodi di guerra.
Dopo che gli attacchi e attentati portati avanti dai Fedayyin partendo dal territorio giordano presero a diminuire sostanzialmente con la vittoria israeliana nella crisi di Suez del 1956, i rapporti altamente tesi seguiti alla guerra arabo-israeliana del 1948 iniziarono ad allentarsi. Nella guerra dei sei giorni del 1967 la Giordania si allineò con l'Egitto repubblicano di Gamal Abd el-Nasser, ciò nonostante i ripetuti avvertimenti ricevuti da parte israeliana.

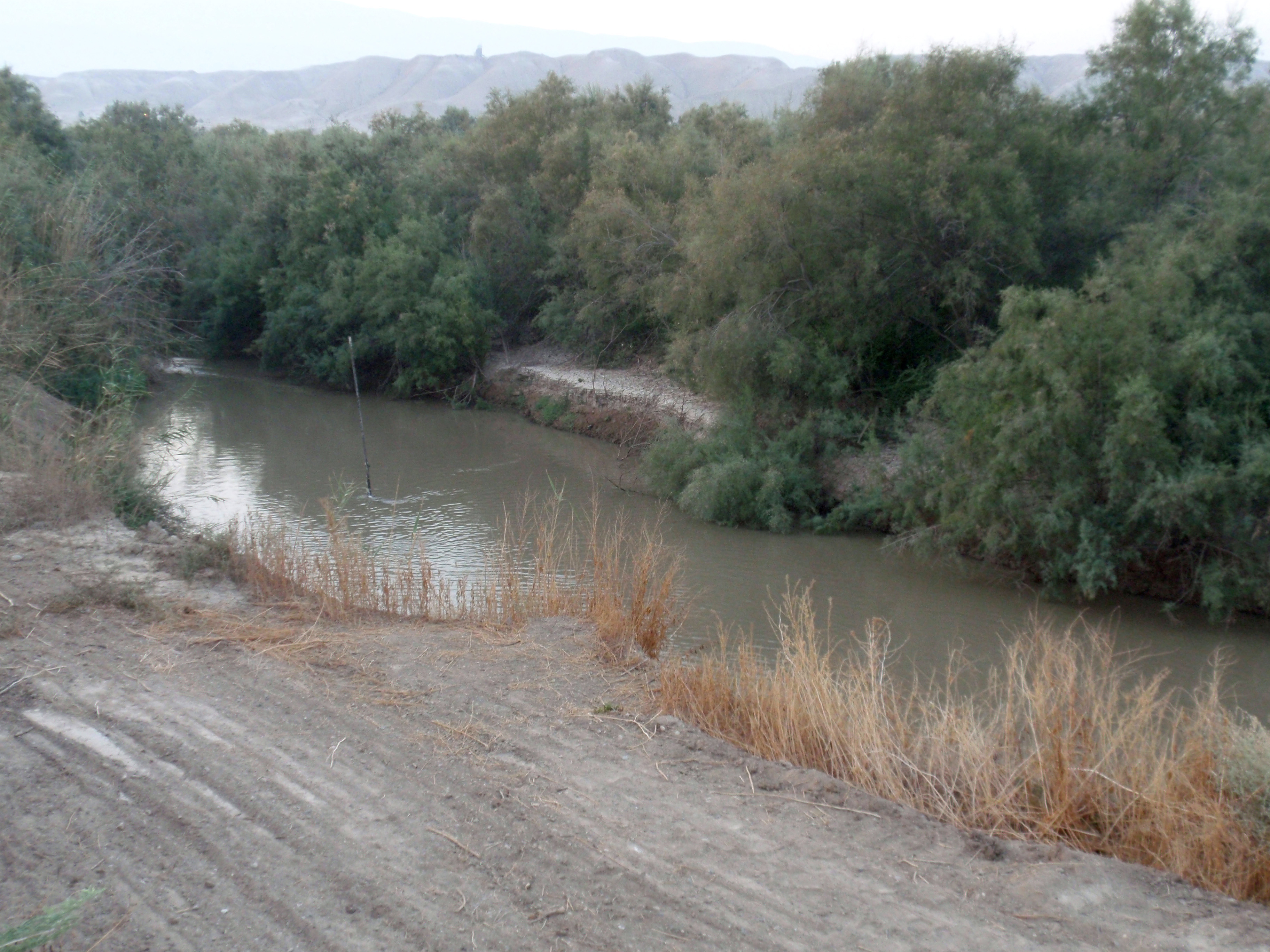
Il confine orientale dello Stato di Israele con il Regno di Giordania, nella zona della Rift Valley del Giordano, attraversa il fiume Giordano. Un palo incorporato nel letto del fiume segna il punto della frontiera fisica tra i due paesi.

Questo provocò direttamente la perdita di Gerusalemme Est e dell'intera Cisgiordania; l'evento si rivelerà anche e soprattutto una perdita economica per il regno poiché una larga parte dell'economia della Giordania era fondamentalmente basata proprio sui territori cisgiordani.
Nel 1970 re Hussein condusse la guerra del settembre nero in Giordania contro l'Organizzazione per la Liberazione della Palestina, (OLP), arrivando alla fine ad espellere migliaia di palestinesi oltre che la loro intera classe dirigente la quale minacciava pericolosamente il ruolo governativo del sovrano. Nel corso di tali fatti le truppe siriane invasero il regno, minacciando così di destabilizzar ulteriormente il già fragile equilibrio del regime Hashemita; in risposta a tutto ciò l'Heyl Ha'Avir compì un'ampia serie di sorvoli sopra le truppe siriane, spingendole così alla fine a ritornarsene oltre la linea di confine.

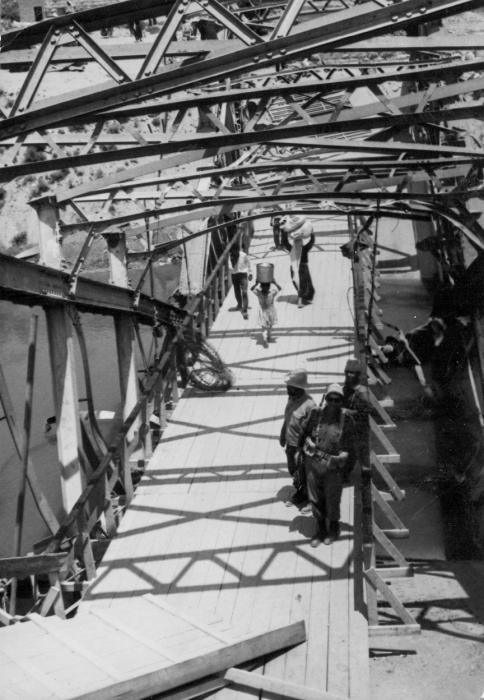
L'Allenby Bridge, che unisce Giordania e Cisgiordania, nel 1967.

La lotta senza quartiere scatenata contro le fazioni della guerriglia dell'OLP potrebbe ben aver rafforzato le connessioni tra la Giordania e Israele.
Si è anche giunti a sostenere che il Mossad abbia messo in guardia Hussein su un tentativo palestinese di farlo assassinare e che quest'ultimo da parte sua abbia avvisato il primo ministro di Israele Golda Meir - in un incontro segreto avvenuto faccia a faccia - sulle esplicite minacce sia egiziane che siriane poco tempo prima della guerra del Kippur.
L'intenzione del sovrano fu dichiaratamente quella di rimanere completamente estraneo al conflitto del 1973.
Nel 1987 l'allora ministro degli Esteri israeliano Shimon Peres, con la stretta collaborazione di re Hussein, cercò di organizzare segretamente un accordo di pacificazione secondo il quale lo Stato ebraico avrebbe concesso il ritorno della Cisgiordania al vicino. I due leader firmarono l'"Accordo Peres-Hussein" a Londra, definendo inoltre un quadro generale per una futura conferenza di pace in Medio Oriente.
La proposta tuttavia non trovò la possibilità di essere portata a termine a causa delle obiezioni mosse dal Primo ministro israeliano Yitzhak Shamir; appena l'anno seguente la Giordania abbandonò la propria richiesta di riconsegna di territori occupati favorendo invece l'alternativa di una risoluzione pacifica del contenzioso direttamente tra Israele e OLP.

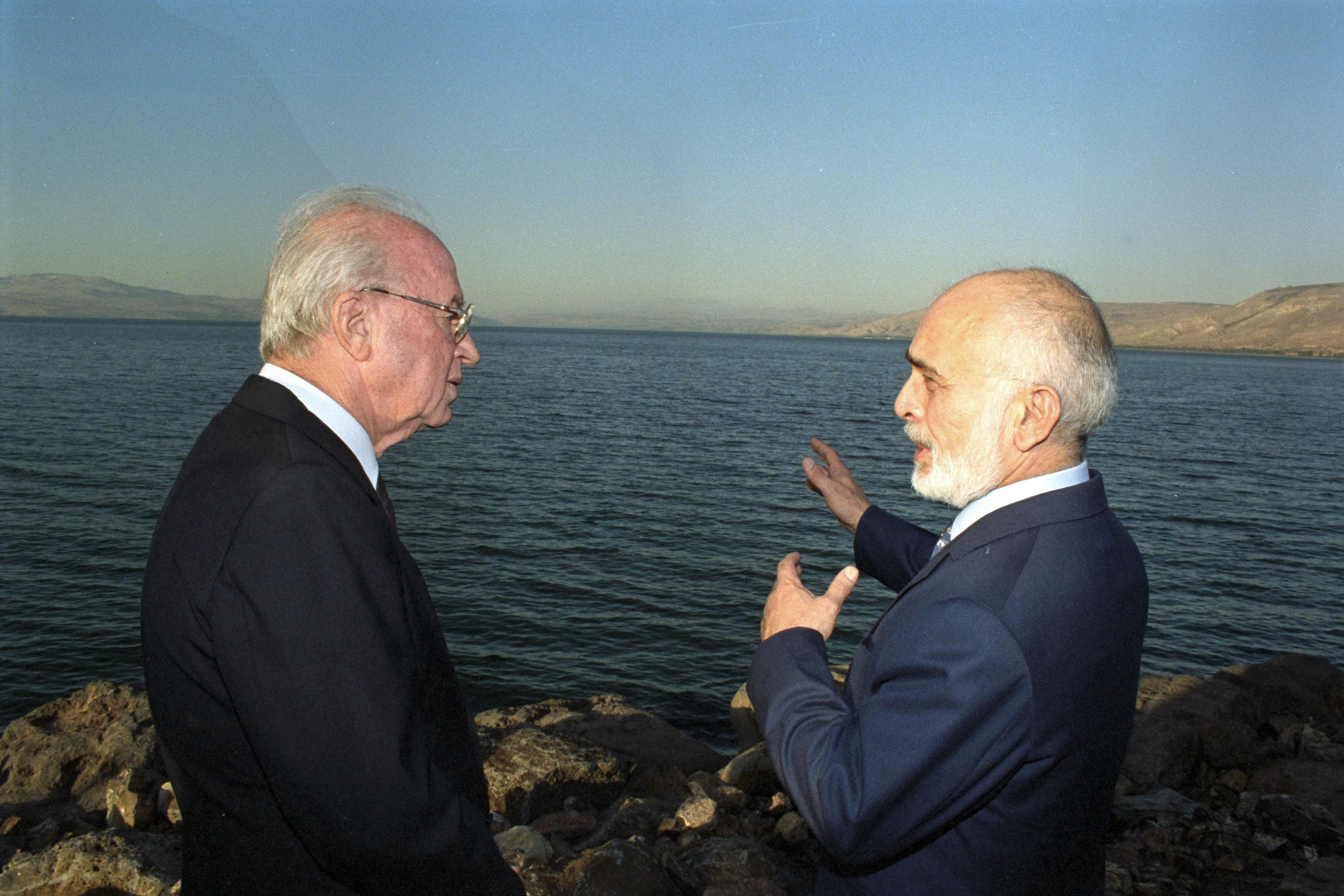
Il primo ministro di Israele Yitzhak Rabin assieme a Husayn di Giordania nel 1994.

### Trattato di pace
I negoziati di pace tra le due nazioni presero avvio nel 1994. Il Premier Yitzhak Rabin assieme al suo ministro degli Esteri S. Peres informarono re Hussein che, dopo gli accordi di Oslo appena stipulati con l'OLP, la Giordania avrebbe potuto essere esclusa dal "Grande Gioco".
Rabin, Hussein e la presidenza di Bill Clinton firmarono quindi la Dichiarazione di Washington il 25 luglio del 1994; essa afferma che Israele e Giordania hanno posto fine allo stato di ostilità ufficiale e che avrebbero pertanto avviato dei negoziati con l'obiettivo di raggiungere una "fine allo spargimento di sangue e al dolore" e una pace giusta e duratura per tutti.

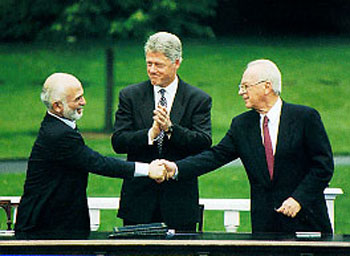
Una stretta di mano tra Hussein I e Y. Rabin, accompagnato dall'applauso del presidente degli Stati Uniti d'America Bill Clinton, durante i negoziati di pace tra Israele e Giordania, il 26 ottobre del 1994.

Il 26 ottobre seguente i rappresentanti dei due governi firmarono lo storico trattato di pace israelo-giordano in cui venivano normalizzate le relazioni bilaterali congiunte ed in più risolveva anche in via definitiva le dispute territoriali ancora in corso, come ad esempio a condivisione delle risorse idriche. Il conflitto quasi cinquantennale era costato all'incirca 18,3 miliardi di dollari statunitensi.
Il trattato internazionale venne inoltre strettamente correlato agli sforzi intrapresi per creare un costruttivo processo di pace tra Israele e l'Autorità Nazionale Palestinese. La cerimonia ufficiale della firma avvenne alla frontiera meridionale di Wadi Araba e rese in tal maniera la Giordania il secondo paese arabo dopo l'Egitto a vedere normalizzate le proprie relazioni con Israele.
Nel 1996 è stato inoltre firmato anche un accordo commerciale; come parte dell'accordo lo Stato ebraico contribuì alla creazione di un moderno centro medico ad Amman.

### Dal 2010 in poi
Nel 2010, quando il governo giordano chiese il permesso alla comunità internazionale di produrre combustibile nucleare da utilizzare nelle sue centrali elettriche, Israele obiettò con decisione citando a propria difesa l'altamente instabile natura politica dell'intera regione mediorientale. Alla luce di tale obiezione la richiesta di approvazione venne respinta dagli Stati Uniti d'America.
In un incontro svoltosi a cura del "Centro per Israele e gli affari ebraici" in Canada Abd Allah II di Giordania ebbe l'occasione di far presente che Israele, riconosciuto come un alleato regionale vitale, si era dimostrato molto sensibile alle richieste del sovrano volte alle ripresa dei colloqui di pace diretti con l'"Autorità Palestinese".
La promozione di una pace duratura rimane quindi una delle principali priorità per la Giordania. La nazione araba continua pertanto a supportare gli sforzi compiuti dal governo federale degli Stati Uniti d'America per mediare un accordo definitivo, ritenendo questo dovrebbe basarsi sull'iniziativa di pace araba del 2002 proposta dall'Arabia Saudita.
Infine il 23 luglio dl 2017 il vicedirettore della sicurezza dell'ambasciata israeliana ad Amman è stato coinvolto in un grave incidente.

## Relazioni economiche
La Giordania ha anche beneficiato economicamente del trattato di pace; come sua conseguenza le zone industriali qualificate (Qualifying Industrial Zones, QIZ) del paese sono state ampiamente sviluppate. In queste zone le aziende che utilizzano una percentuale di input israeliani possono esportare duty-free shop negli Stati Uniti d'America.
A partire dal 2010 queste regioni hanno generato 36.000 posti di lavoro e sono diventate il motore più forte per la crescita economica della Giordania; l'opposizione rappresentata dal movimento dei Fratelli Musulmani ha però chiesto al governo di chiuderli, ma quest'ultimo sostiene che esse forniscono lavoro e quindi una certa stabilità e sicurezza finanziaria a migliaia di giordani.

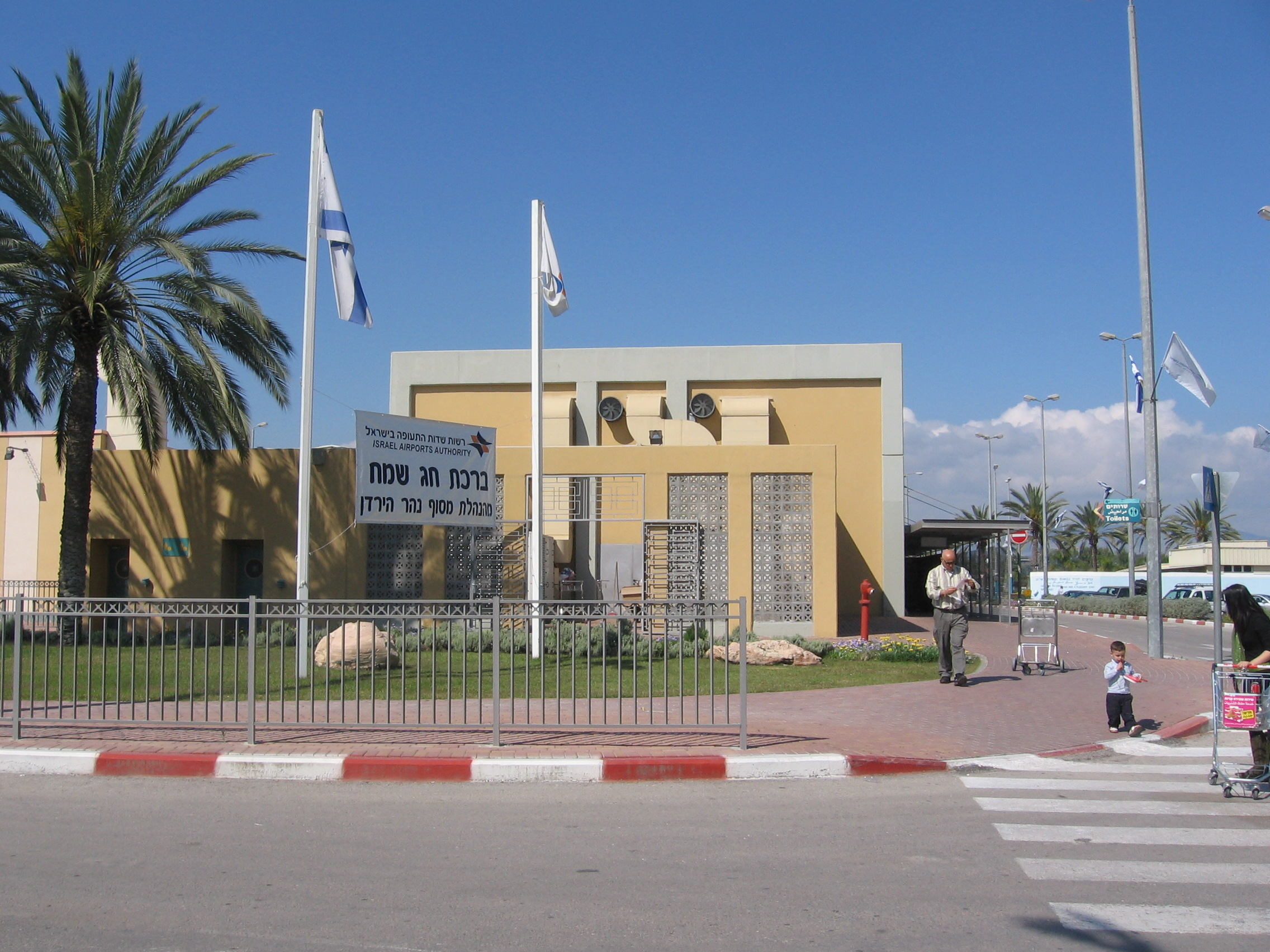
La Jordan River Crossing nel 2009.

Israele ha facilitato il commercio giordano con l'Iraq e la Turchia a partire dal 2013, consentendo così il trasporto di merce su autocarro attraverso la Jordan River Crossing nei pressi di Beit She'an; le merci vengono trasferite al porto di Haifa e da qui spedite ai paesi destinatari. In precedenza questo commercio passava via terra attraverso la Siria, ma si è dovuto bruscamente interrompere a causa della guerra civile siriana.
Secondo un accordo stipulato nel 2016 e del valore di 10 miliardi di dollari Israele fornirà alla Giordania 45 miliardi di metri cubi (BCM) di gas naturale in un arco di 15 anni; il gas sarà fornito da un nuovo gasdotto che verrà completato entro il 2020 e che si estenderà dalla frontiera tra i due paesi all'Arab Gas Pipeline situato vicino a Mafraq.
Il governo giordano sostiene che approvvigionarsi di gas da Israele farà risparmiare 700 milioni di dollari giordani (quasi 1 miliardo di dollari americani) l'anno in costi energetici.